# Kleidotoma pygmaea
Kleidotoma pygmaea är en stekelart som först beskrevs av Anders Gustav Dahlbom 1846.  Kleidotoma pygmaea ingår i släktet Kleidotoma, och familjen glattsteklar. Arten är reproducerande i Sverige.